# Richard Hart (Curler)
Richard Hart (* 14. Oktober 1968 in Toronto, Ontario) ist ein kanadischer Curler. 
Sein internationales Debüt hatte Hart bei den XVIII. Olympischen Winterspielen in Nagano im Curling als Third, nachdem die Mannschaft, in der er als Third spielte, 1997 die kanadischen Olympic Curling Trails gewann. Die Mannschaft gewann die olympische Silbermedaille nach einer 3:9-Niederlage im Finale gegen die Schweiz um Skip Patrick Hürlimann.
2007 wurde er bei der WM in Edmonton Weltmeister.

## Erfolge
- Weltmeister 2007
- 2. Platz Olympische Winterspiele 1998